# 大凌集團
大凌集團有限公司，簡稱大凌集團（英文：Styland Holdings Limited，港交所：0211）是一家在香港交易所上市的公司，創立於1977年。從事投資控股、證券經紀服務、融資業務、買賣證券、一般貿易以及物業發展和投資。地址為香港上環干諾道中 111 號永安中心 11 樓 1111 室。

## 董事會

### 執行董事及行政總裁
- 張浩宏先生

### 執行董事
- 伍耀泉先生

### 非執行主席及獨立非執行董事
- 李漢成先生

### 獨立非執行董事
- 盧梓峯先生
- 凌瑞娥女士